# Acantilado Montura
El acantilado Montura (en inglés: Saddle Bluff) es un acantilado ubicado en la costa noreste de la isla Visokoi en el archipiélago Marqués de Traverse en las islas Sandwich del Sur. Se encuentra cerca de la roca Ataúd y a 2 kilómetros al noroeste de la punta Irving. La Dirección de Sistemas de Información Geográfica de la provincia de Tierra del Fuego cita la punta en las coordenadas 56°40′14″S 27°06′48″O / -56.67056, -27.11333.
Su nombre en inglés fue dado por el personal del buque británico RRS Discovery II de Investigaciones Discovery en 1930.
La isla nunca fue habitada ni ocupada, y es reclamada por el Reino Unido como parte del territorio británico de ultramar de las Islas Georgias del Sur y Sandwich del Sur y por la República Argentina, que la hace parte del departamento Islas del Atlántico Sur dentro de la provincia de Tierra del Fuego, Antártida e Islas del Atlántico Sur.